# Sardini
Sardini Jordan & Evermann, 1896 é uma tribo peixes predadores de tamanho mediano pertencentes à família Scombridae.  A tribo engloba oito espécies pertencentes a quatro géneros, sendo que três desses géneros são monoespecíficos.

## Taxonomia (de Lineu)
- Género Sarda (Cuvier, 1832)
  - Espécie S. australis (Macleay, 1881)
  - Espécie S. chiliensis (Cuvier, 1832)
    - Subespécie S. c. chiliensis (Cuvier, 1832)
    - Subespécie S. c. lineolata (Girard, 1858)

  - Espécie S. orientalis (Temminck & Schlegel, 1844)
  - Espécie S. sarda (Bloch, 1793)
- Género Cybiosarda (Whitley, 1935)
  - Espécie C. elegans (Whitley, 1935)
- Género Gymnosarda Gill, 1862
  - Espécie G. unicolor (Rüppell, 1836)
- Género Orcynopsis Gill, 1862
  - Espécie O. unicolor (Geoffroy Saint-Hilaire, 1817)